# British Rail Clase 47
La British Rail Clase 47 o Brush Tipo 4 es una clase de Locomotora diésel-eléctrica que fue desarrollada en la década de 1960 por Brush Traction. Se construyeron un total de 512 unidades en los Talleres de Brush Falcon en Loughborough y en los Talleres de  Crewe de British Railways entre 1962 y 1968, lo que las convirtió en la clase más numerosa de locomotoras diésel de línea principal británicas.
Estaban equipadas con un motor en U de doce cilindros Sulzer 12LDA28C con una potencia de 2750 HP (2788,1 CV), aunque luego se redujo a 2580 HP (2615,8 CV) para mejorar su fiabilidad. Estas máquinas se han utilizado en trenes de pasajeros y de carga en los ferrocarriles británicos durante más de 55 años. A pesar de la introducción de tipos de tracción más modernos, todavía se utilizaba un número significativo de máquinas de la Clase 47 en la década de 2020, tanto en la línea principal como en trenes históricos.
En abril de 2023, todavía existían 76 locomotoras de la Clase 47, incluidas las 31 unidades destinadas a su preservación. Seis de ellas disponían de los certificados necesarios para poder circular por las líneas principales. Otras 33 locomotoras se convirtieron a la Clase 57 entre 1998 y 2004.

## Orígenes

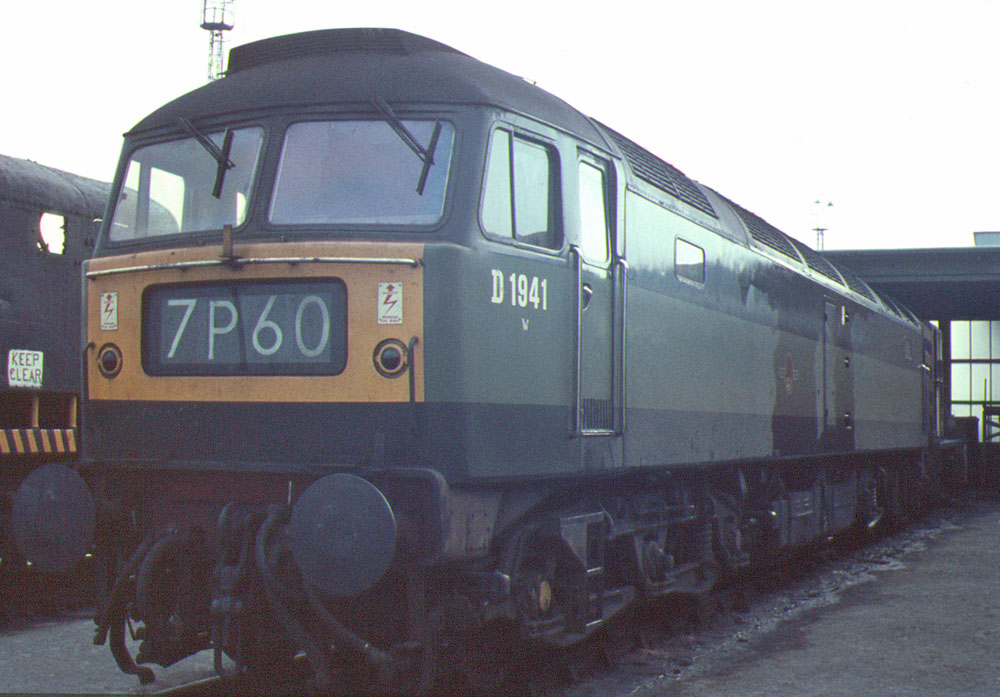
D1941 con la librea verde original de dos tonos, en el Depósito de Landore (1967)

La historia de la Clase 47 comienza a principios de la década de 1960 con el objetivo declarado de la Comisión de Transporte Británica (BTC) de eliminar las locomotoras de vapor de British Rail en una fecha límite de 1968. Por lo tanto, requería construcción de una gran cantidad de máquinas del Tipo 4, pero con una carga por eje de no más de 19 toneladas largas (19,3 t). La BTC no estaba convencida de que el futuro de la tracción diésel pasara por el sistema de tracción hidráulica que se había estado desarrollando en la Región Oeste, y se concentró en los diseños con tracción diésel-eléctrica.
Inicialmente, el BTC publicó una licitación para construir 100 locomotoras con las nuevas especificaciones. Se recibieron las siguientes propuestas:
- Un consorcio formado por Birmingham Railway Carriage and Wagon Company, Associated Electrical Industries y Sulzer ofreció una versión de producción de su prototipo D0260 Lion[2] en construcción en ese momento, con calefacción de vapor y eléctrica.
- Brush Traction ofreció tres opciones: una versión para ser producida en serie de su prototipo bimotor D0280 Falcon[3] en construcción, o un diseño de un solo motor utilizando un propulsor Sulzer o el English Electric 16CSVT, incluida la calefacción con vapor y una opción de calefacción eléctrica.
- English Electric ofreció un diseño basado en el prototipo DP2
- North British Locomotive Company ofreció un diseño impulsado por un motor Sulzer, con calefacción de vapor y calefacción eléctrica.

De estas ofertas, la oferta BRCW/AEI/Sulzer fue la opción preferida, pero antes de que se pudieran evaluar los prototipos, se consideró primordial la necesidad de construir una gran cantidad de locomotoras rápidamente, y el BTC optó por adoptar un nuevo enfoque: decidió cancelar el pedido final de veinte locomotoras de la Clase 46 e invitar a presentar ofertas por veinte locomotoras de la nueva especificación Tipo 4 utilizando el equipo eléctrico Brush previsto para el pedido cancelado. Brush ganó el contrato.
Esta construcción inicial de 20 locomotoras (números D1500 a D1519) era mecánicamente diferente del resto de las máquinas del mismo tipo, que usaba sistemas de frenos suministrados por Westinghouse, y se retiraría antes que el resto de la clase que usaba frenos Metcalfe-Oerlikon.
Basado en el éxito de estas 20 locomotoras iniciales, se hizo un pedido de 270 unidades, que luego se revisó al alza varias veces para alcanzar el total final de 512 máquinas. Brush construyó 310 locomotoras en Loughborough y las 202 restantes se fabricaron en los Talleres de Crewe de British Railways. Cinco locomotoras, con los números de D1702 a D1706, fueron equipadas con una unidad de potencia Sulzer V12 12LVA24 y clasificadas como Clase 48. La prueba no se consideró un éxito, y finalmente estas máquinas se convirtieron a la Clase 47 estándar.

### Pedidos
Las locomotoras se encargaron en 6 lotes de la siguiente manera:
- D1500–D1519, 28 de febrero de 1961.
- D1520–D1681, 1 de enero de 1962.
- D1682–D1706, 4 de septiembre de 1962.
- D1707–D1781, 28 de septiembre de 1962.
- D1782–D1861, 22 de julio de 1963.
- D1862–D1999 y D1100–D1111, 24 de marzo de 1964.

## En servicio
| HAISLocalizaciones en Escocia BRBSCDCFGDHOIMKYLETETITOYKLocalizaciones en Inglaterra CWFPOCSFLocalizaciones en el Gran Londres |                         |          |
| Código | Base                    | Cantidad |
| BR | Bristol Bath Road       | 41       |
| BS | Bescot                  | 51       |
| CD | Crewe Diesel            | 80       |
| CF | Cardiff Canton          | 53       |
| CW | Cricklewood             | 3        |
| FP | Finsbury Park           | 12       |
| GD | Gateshead               | 28       |
| HA | Haymarket               | 8        |
| HO | Holbeck                 | 11       |
| IM | Immingham               | 41       |
| IS | Inverness               | 1        |
| KY | Knottingley             | 10       |
| LE | Landore                 | 27       |
| OC | Old Oak Common          | 24       |
| SF | Stratford               | 30       |
| TE | Thornaby                | 11       |
| TI | Tinsley                 | 48       |
| TO | Toton                   | 21       |
| YK | York                    | 8        |
| Desguazadas (1965-1971) | Desguazadas (1965-1971) | 4        |
| Total construidas: | Total construidas:      | 512      |

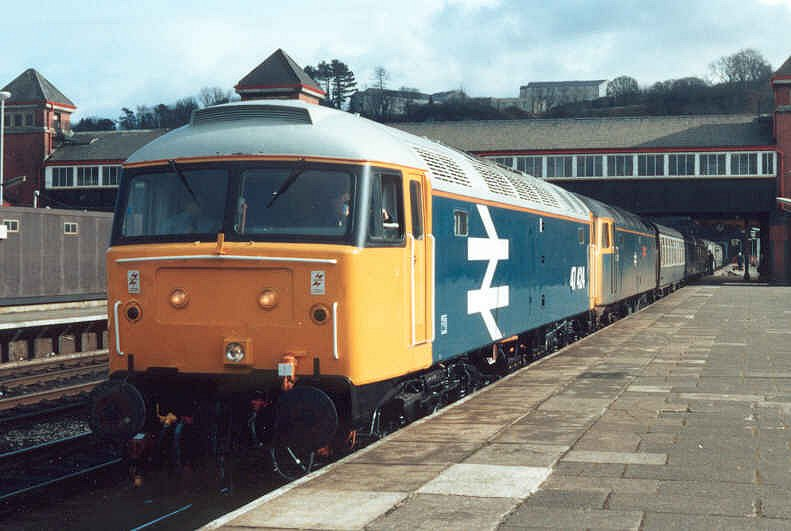
Dos máquinas de la Clase 47 (Nos. 47424 y 47607), en la Estación de Bangor con un tren de pasajeros (1987)

Las primeras 500 locomotoras se numeraron secuencialmente de D1500 a D1999, y las doce restantes se numeraron de D1100 a D1111. Las locomotoras se pusieron a trabajar en tareas de remolque de trenes de pasajeros y de trenes de mercancías en todas las regiones de British Rail. Un gran parte de ellas se dedicó a reemplazar a las antiguas locomotoras de vapor, especialmente en los trenes expresos de pasajeros.
Las locomotoras, excepto un lote de 81 construidos para tareas de carga, estaban todas equipadas con calderas auxiliares para generar el vapor necesario para la calefacción de los antiguos coches de pasajeros. El lote inicial de veinte, más las unidades D1960 y D1961, también estaban equipadas para activar el sistema de calefacción eléctrico de algunos trenes. Cuando este tipo de calefacción se convirtió en el sistema estándar, pasó a incorporarse a la equipación de la mayoría de las máquinas.
A mediados de la década de 1960, se decidió rebajar la potencia de los motores de la flota, pasando de 2750 HP (2788,1 CV) a 2580 HP (2615,8 CV). Este cambio permitió mejorar significativamente su fiabilidad mecánica sin causar una reducción notable de su rendimiento.

## Subclases
A principios de la década de 1970, la flota se volvió a numerar en la serie 47xxx para ajustarse a los sistemas  TOPS computarizados. Esto permitió crear una serie de subclases fácilmente reconocibles, según los diferentes equipos instalados. La serie original se basaba en la capacidad de calefacción del tren y era la siguiente:
- Clase 47/0: Locomotoras con equipo de calefacción a vapor.[14]
- Serie 47/3: Locomotoras sin calefacción de tren.[14]
- Clase 47/4: Locomotoras con calefacción de tren dual o eléctrica.[14]

Sin embargo, este sistema de numeración fue posteriormente disru
Las locomotoras pted como se equiparon con equipo adicional y se renumeraron en otras subclases. Para obtener una descripción general de la renumeración, consulte  List of British Rail Class 47 locomotives. Esta sección resume las principales subclases que se crearon.

### Clase 47/0

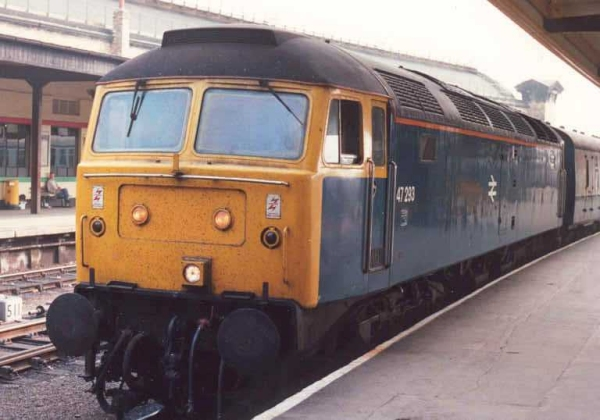
Locomotora Clase 47/0 47293 con un tren de pasajeros de refuerzo en la estación de York en 1987

Originalmente numeradas D1520–1781, D1837–74, D1901–59, D1962–99 y D1100 (más tarde con números TOPS del 47001 al 47298), estas locomotoras eran la Clase 47 "básica", con equipo de calefacción de vapor. En las décadas de 1970 y 1980, con la eliminación gradual de la calefacción por vapor en los trenes, se retiraron gradualmente de todas las locomotoras las calderas de vapor para calefacción. Algunas fueron equipados con equipos de calefacción eléctricos y se convirtieron en máquinas delo tipo 47/4, mientras que los demás permanecieron sin capacidad de calefactar trenes y, por lo tanto, se utilizaron principalmente en tareas de carga. En la década de 1990, la designación de clase 47/2 se aplicó a algunas máquinas de las clases 47/0 y 47/3 después de que se dotaran con equipos de trabajo múltiple. A las locomotoras involucradas también se les quitaron o aislaron sus sistemas de freno de vacío, dejándolas con frenos de aire comprimido. Sin embargo, las locomotoras afectadas no se volvieron a numerar (en este artículo se incluyen en la Clase 47/0).

### Clase 47/3

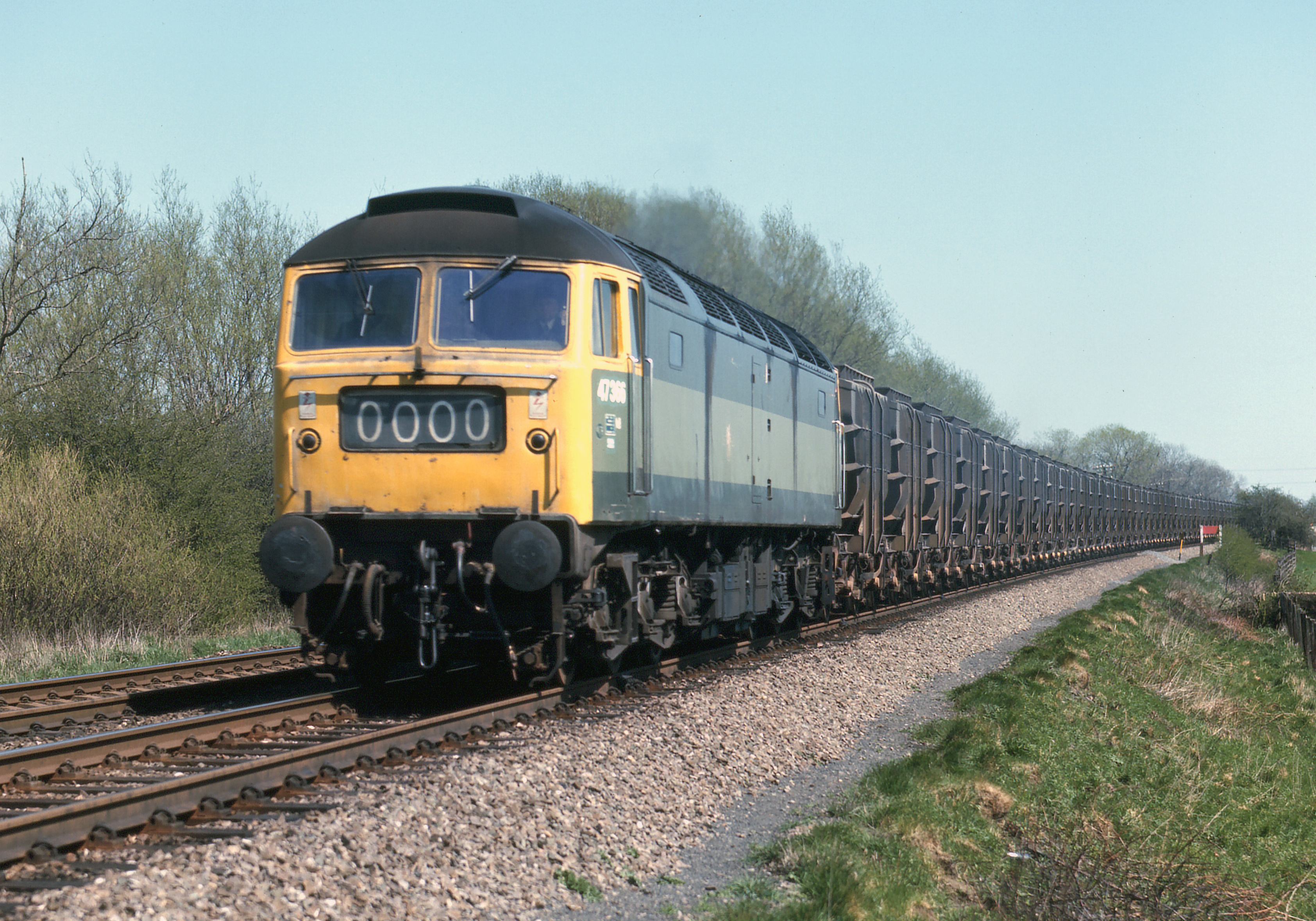
Clase 47/3, No. 47376, con su número TOPS asignado pero aún con su librea verde de dos tonos (alterada) en Frisby on the Wreake, 20 de abril de 1976

Originalmente numeradas D1782–1836 y D1875–1900 (más tarde con los números TOPS del 47301 al 47381), esta subclase se construyó originalmente sin equipo de calefacción de trenes y, por lo tanto, permanecieron como locomotoras de carga casi en exclusiva durante toda su vida útil. Todas estaban equipadas con control de baja velocidad para trabajar en trenes tiovivo (al igual que varios de la Clase 47/0). Sin embargo, durante los meses de verano, cuando no se requería la calefacción del tren, se podían encontrar regularmente máquinas 47/3 transportando los trenes adicionales que traía la temporada navideña. El subtipo se mantuvo estable hasta que comenzaron las retiradas, aunque en 1992 se creó un tipo 47/3 "extra", el 47300, cuando se eliminó el equipo de calefacción del tren 47468 y se volvió a numerar. Se trató de una sustitución directa de la máquina 47343, dañada por una colisión. Además, la 47364 se volvió a numerar a 47981 en 1993 para su uso en trenes de prueba RTC.

### Clase 47/4

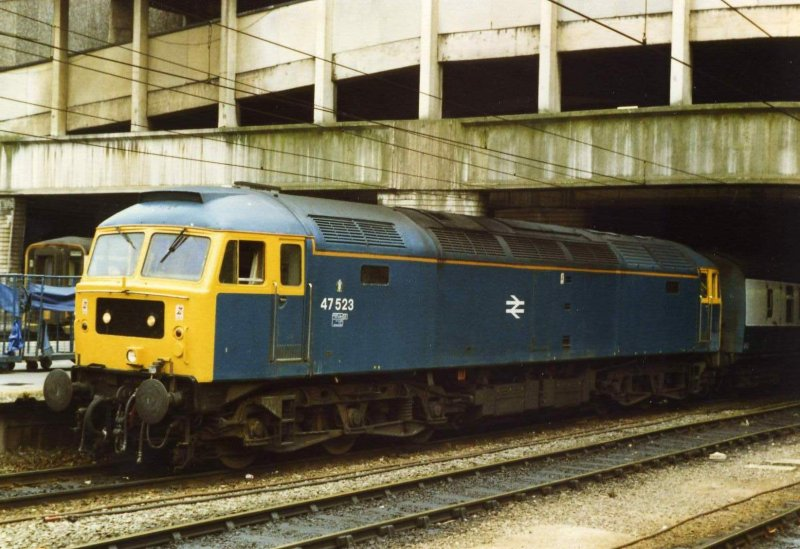
Clase 47/4 47523 con librea azul BR estándar, en la estación de Birmingham New Street en 1988

Esta era la designación de las locomotoras estándar equipadas con calefacción eléctrica y, por lo tanto, utilizadas para trenes de pasajeros, correo y paquetería. El lote original de veinte locomotoras (D1500–D1519) se construyó con doble calefacción de vapor y eléctrica (que se extraía del generador de CC de la locomotora). Sin embargo, no se construyeron más máquinas con esta configuración hasta 1967, cuando las dos últimas locomotoras construidas por Brush, la D1960 y D1961, se equiparon con un nuevo tipo de sistema de calefacción eléctrica que utilizaba un alternador. Aproximadamente 112 locomotoras más habían sido equipadas con este sistema en el momento en el que se efectuó la renumeración de TOPS (algunas de las cuales conservaron la instalación de calefacción por vapor tras la instalación del sistema eléctrico, mientras que a otras se les retiró en ese momento), y poco después la subclase estaba integrada por 154 locomotoras, numeradas 47401–47547 y 47549–47555. Posteriormente, más máquinas de la Clase 47/0 se convirtieron a la Clase 47/4 y se volvieron a numerar en la serie desde el 47556 en adelante, llegando finalmente al número 47665.

### Clase 47/6 y Clase 47/9

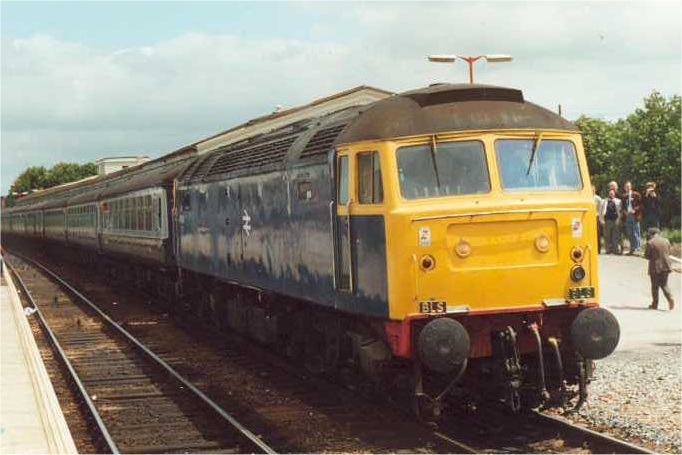
Clase 47/9 47901 durante una excursión en la estación de Westbury en 1987

Después de sufrir graves daños en un descarrilamiento cerca de Peterborough en 1974, la locomotora 47046 fue seleccionada para ser un banco de pruebas para la proyectada Clase 56, y se equipó con un motor Ruston 16RK3CT de 16 cilindros y una potencia de 3250 HP (3295,1 CV) para fines de evaluación. Para identificarla como una máquina única, se volvió a numerar 47601 (en ese momento, el rango de números para los Clase 47 solo se extendía hasta 47555). Más adelante, en 1979, se volvió a utilizar para el proyecto de la Clase 58, equipada con un motor Ruston de 12 cilindros (esta vez de 3300 HP (3345,8 CV)), y renumerado como 47901. Continuó con este motor no estándar instalado hasta su retirada en 1990.

### Clase 47/7

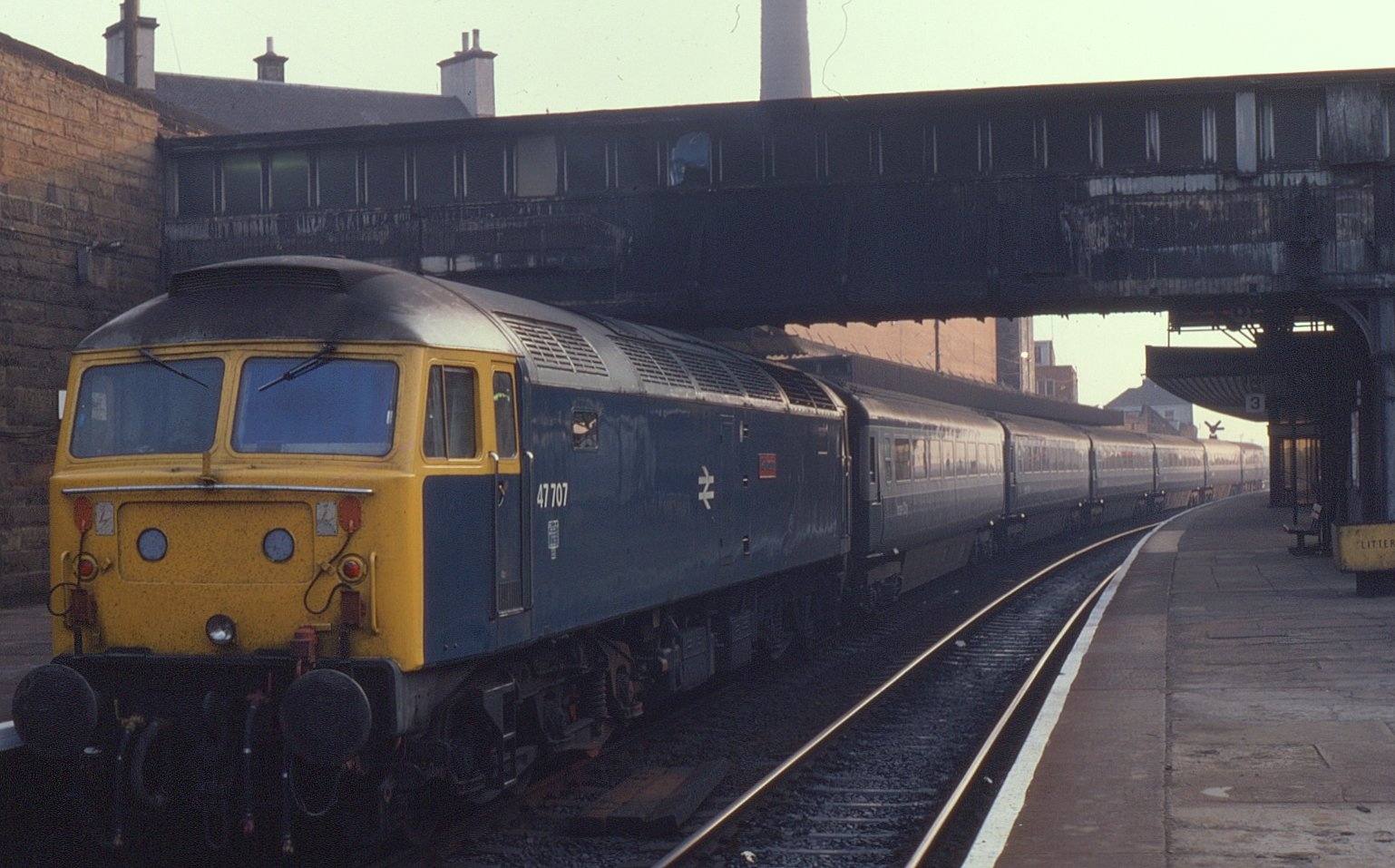
British Rail Clase 47 No. 47707 con un servicio de enlace entre Glasgow y Edimburgo en Haymarket, en 1982

A finales de la década de 1970, los directivos de British Rail identificaron la necesidad de reemplazar los trenes antiguos que operaban los servicios de enlace entre Glasgow y Edimburgo, para aumentar tanto su velocidad como su fiabilidad. Los trenes fueron operados por parejas de máquinas de la Clase 27, una en cada extremo del tren. Se decidió convertir doce 47/4 para operar el servicio en modo reversible. Las locomotoras se conocerían como Clase 47/7 y estarían equipadas con equipos de multiplexión por división de tiempo reversibles y tanques de combustible de mayor capacidad para aumentar su autonomía, siendo capaces de operar a 100 mph (160,9 km/h). Las conversiones comenzaron en 1979 y coparon el servicio por completo a partir de 1980. En 1985, el servicio reversible se extendió a los servicios Glasgow-Aberdeen, para lo que se convirtieron otras cuatro locomotoras. Por lo tanto, la subclase comprendía las máquinas del 47701 al 47716, aunque otra locomotora, la 47717, se convirtió en 1988 después de que se retirara la 47713 dañada por el fuego.

### Clases 47/7b y 47/7c

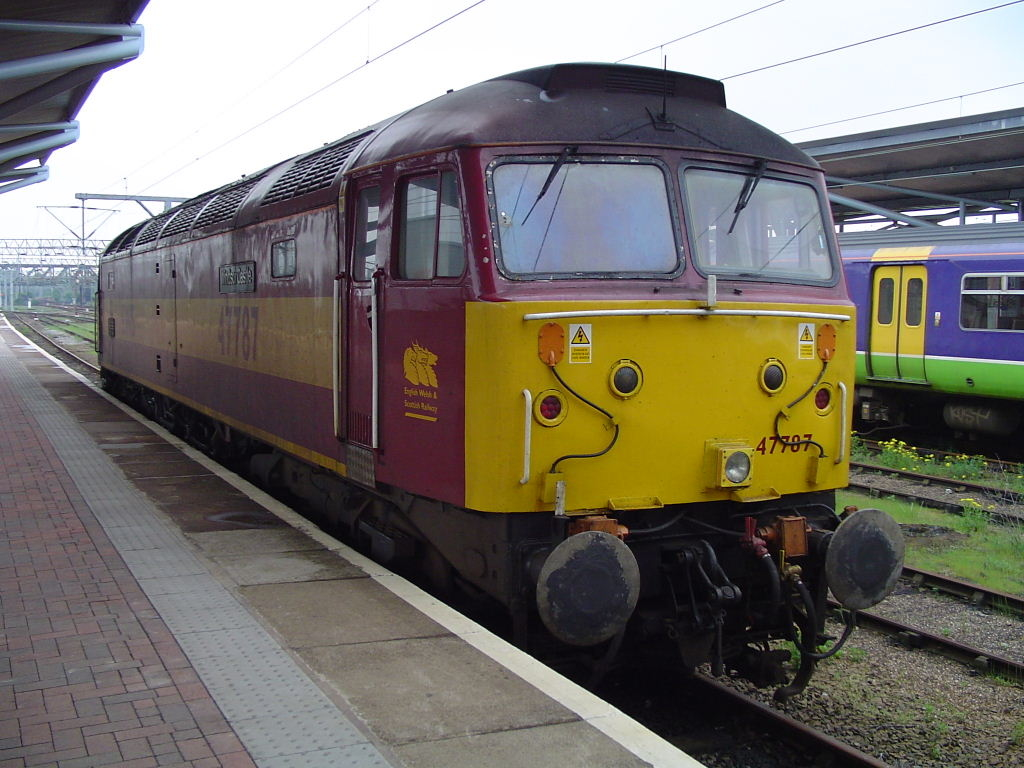
Clase 47/7 47787 estacionada en una vía muerta en la estación de Rugby

En la década de 1990, se convirtieron otras máquinas del tipo 47/4 con tanques de combustible y equipos de largo alcance para permitirles trabajar con un tipo de material rodante conocido como PCV, que utilizaba un sistema de cables para permitir que el operador del PCV enviara señales al maquinista de la otra locomotora para que aplicara potencia o accionara los frenos. Ni estas locomotoras ni los vehículos PCV estaban equipados con equipo de empuje y tracción TDM.
También se numeraron en la serie 47/7, desde el 47721 en adelante. Con la disminución del trabajo en trenes de pasajeros asignado a estas máquinas, varias 47/8, ya equipados con tanques de combustible adicionales, también se volvieron a numerar en esta serie.
Dos locomotoras, la 47798 'Prince William' y la 47799 'Prince Henry', se dedicaron al Tren Real y se designaron como Clase 47/7c. Las dos locomotoras fueron reemplazadas por un par de locomotoras de la Clase 67 en 2004, y posteriormente fueron retiradas para su conservación.

### Clase 47/4 (rango extendido)

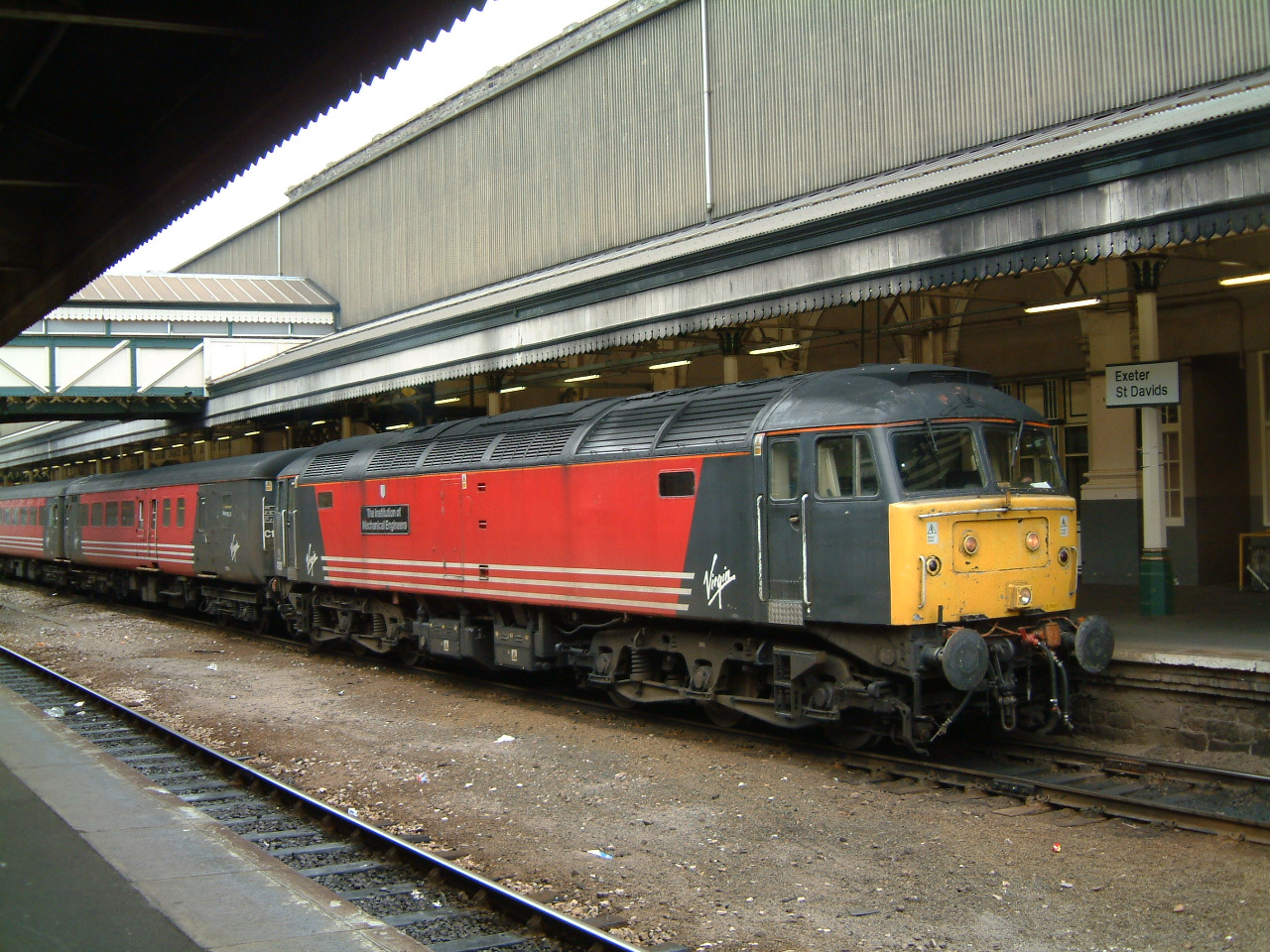
Locomotora 47817 con la librea de Virgin Trains en

La última de las conversiones de máquinas 47/4 originales, numeradas de 47650 a 47665, se equipó con tanques de combustible adicionales, lo que les dio una mayor autonomía. También se convirtieron cuatro máquinas de la Clase 47/4 anteriores. En 1989 se decidió hacer que estas locomotoras fueran fácilmente reconocibles, por lo que se volvieron a numerar en su propia serie con los números del 47801 al 47820. Al mismo tiempo, se equiparon otras locomotoras con depósitos de combustible adicionales y se las numeró correlativamente. La serie finalmente llegó al 47854. Después de la nacionalización de British Rail, las locomotoras de la serie 47/8 fueron utilizadas principalmente por Virgin CrossCountry para servicios de largo recorrido hasta la introducción de los trenes de la Clase 220 Voyager. Este cometido ha permitido mantenerlas en condiciones de servicio, por lo que han permanecido operativas por más tiempo que la mayoría de sus compañeras de clase. Las locomotoras en este rango de números son oficialmente la Clase 47/4 bajo el sistema TOPS.

## Declive
Para 1986, solo cinco de las 512 locomotoras originales se habían retirado del servicio, en todos los casos debido a daños graves por accidentes. Sin embargo, con la disminución del trabajo asignado a las máquinas de la clase debido a la introducción de nuevo material rodante y a la dificultad de obtener repuestos, se comenzaron a retirar máquinas del servicio.
Las primeras locomotoras en ser dadas de baja fueron el lote piloto no estándar de 20 unidades, numeradas 47 401-47 420. Tres locomotoras se retiraron por expirar su vida útil en febrero de 1986 y el resto del lote, que no se había revisado recientemente, siguió el mismo camino en los dos años siguientes. Las 20 acabaron de ser retiradas en 1992.
Mientras tanto, BR elaboró una 'lista de bajas' de locomotoras para su retiro anticipado, incluidas principalmente aquellas con equipos eléctricos no estándar, conocidas como locomotoras de 'serie paralela'. Al principio, los retiradas se produjeron lentamente, debido al excedente de repuestos y a los nuevos flujos de tráfico de mercancías que requirieron locomotoras adicionales, de manera que solo se habían retirado 61 locomotoras a finales de 1992. Sin embargo, con la introducción de nuevas locomotoras, la tasa de retiro aumentó rápidamente, y 86 máquinas más de la Clase 47 llegaron al final de su vida útil en los tres años siguientes. Con la mayoría de las locomotoras no estándar retiradas, la reducción de la flota nuevamente avanzó más lentamente. La privatización de British Rail también produjo nuevas empresas ferroviarias independientes que necesitaban tracción disponible hasta que pudieran recibir nuevas locomotoras. De 1996 a 2006, un promedio de alrededor de quince locomotoras por año quedaron fuera de servicio.
Durante el declive en el servicio de pasajeros, se pintaron varias locomotoras con colores de "celebraciones", con varias libreas que el tipo había llevado durante su historia, continuando una tradición de pintar las máquinas de la Clase 47 con libreas inusuales, que se remonta a 1977, cuando en el Depósito de Stratford (en el este de Londres) se pintaron dos locomotoras con enormes banderas británicas para celebrar el Jubileo de Plata de Isabel II.

## Resumen de la flota
En la tabla figuran las locomotoras registradas para circular por las líneas principales en enero de 2023. Esta tabla no incluye la 47375, que se exportó a Hungría en 2015. West Coast Railways es actualmente el mayor operador de este tipo, aunque la compañía comenzó a desguazar sus locomotoras almacenadas en enero de 2023.
| Propietario                                                 | Operativas                                                                         | Total | No operativas                            | Total |
| ----------------------------------------------------------- | ---------------------------------------------------------------------------------- | ----- | ---------------------------------------- | ----- |
| Nemesis Rail                                                | 47701                                                                              | 1     | 47744                                    | 1     |
| GB Railfreight                                              | 47727, 47739, 47749                                                                | 3     |                                          |       |
| Freightliner                                                | 47830                                                                              | 1     |                                          |       |
| Harry Needle Railroad Company                               |                                                                                    |       | 47703, 47714, 47769                      | 3     |
| Locomotive Services Limited                                 | 47790 (operando como 47593), 47805, 47810, 47853 (operando como 47614)             | 4     | 47501, 47811, 47816, 47818, 47841        | 5     |
| Rail Operations Group                                       | 47812, 47813, 47848                                                                | 3     | 47815, 47843, 47847                      | 3     |
| West Coast Railways                                         | 47237, 47245, 47746, 47760, 47772, 47786, 47802, 47804, 47826, 47832, 47851, 47854 | 12    | 47355, 47492, 47526, 47768, 47776, 47787 | 6     |
| Locomotoras conservadas con certificados de línea principal | 47270, 47580, 47712, 47773, 47799, 47828                                           | 6     | 47715                                    | 1     |
| Total                                                       |                                                                                    | 31    |                                          | 19    |

## Preservación

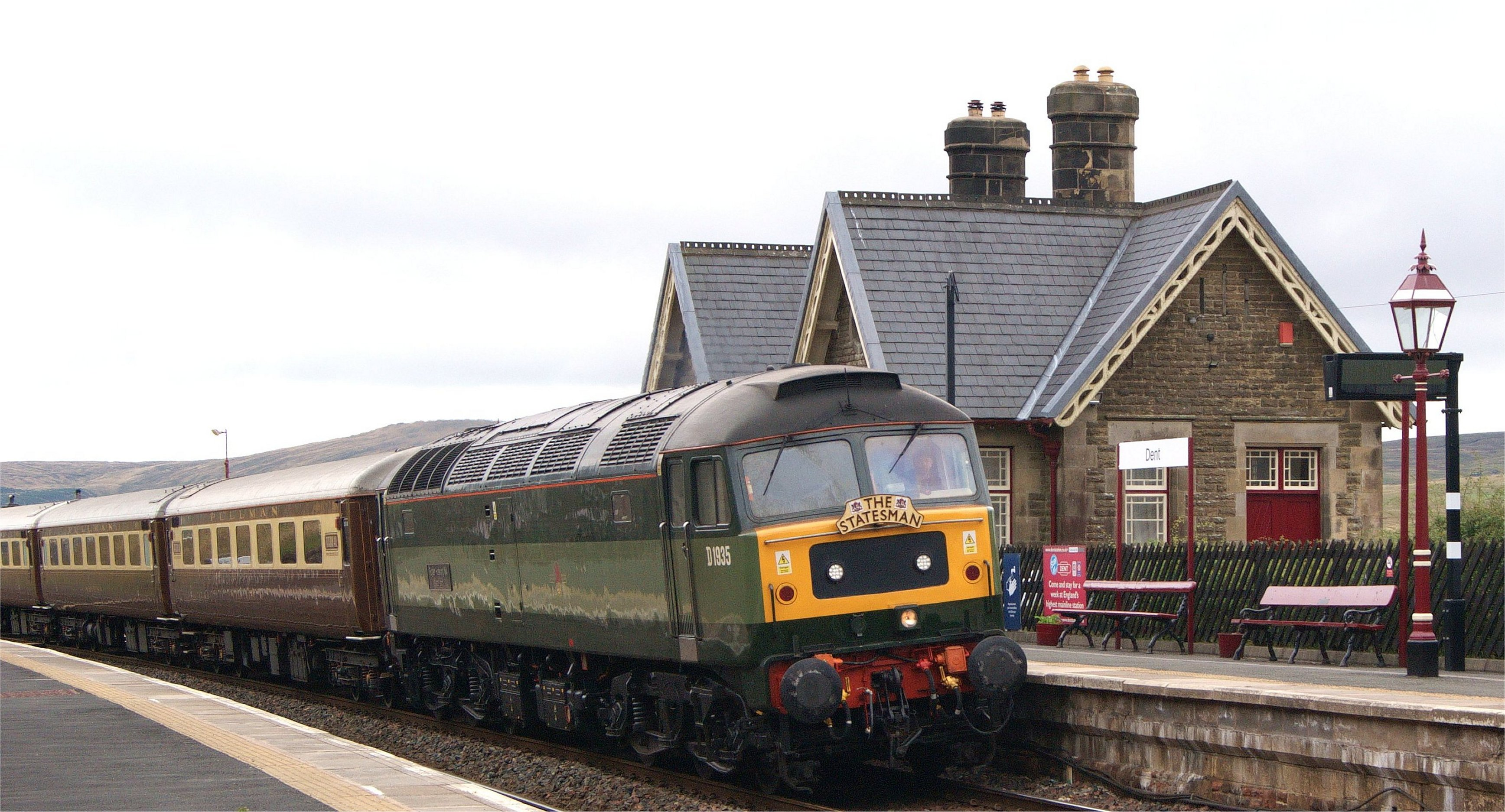
Locomotora Clase 47 restaurada, D1935 "Roger Hosking MA", en dirección norte con un complemento de vagones Pullman en la estación de Dent, en la línea Settle-Carlisle

Hay 31 locomotoras Clase 47 propiedad de entidades de conservación y de ferrocarriles privados.

## Clase 57
Treinta y tres locomotoras fueron reconstruidas con motores EMD y reclasificadas como de la Clase 57. Freightliner recibió 12, Virgin Trains 16 y Great Western Railway (operador ferroviario) otras 5. En mayo de 2020, Direct Rail Services poseía 17, Great Western Railway 4, Rail Operations Group otras 4 y West Coast Railways 8 (incluido el prototipo de máquina de pasajeros 57 601).

## Accidentes
- 11 de enero de 1965: la D1734 sufrió graves daños tras el accidente ferroviario de Coton Hill, en el que descarriló un tren de mercancías cerca de Shrewsbury. Fue retirada dos meses después, convirtiéndose en la primera máquina de la Clase 47 retirada, después de una vida útil de tan solo ocho meses.[38] Retirado en marzo de 1965, fue cortado en abril.[39]
- 17 de diciembre de 1965: la D1671 THOR descarriló cerca de Bridgend mientras transportaba un tren de vagones vacíos.[40] Poco después, un tren de carga chocó con los restos del descarrile, muriendo el maquinista y el ayudante de esta locomotora.[16] La D1671 se retiró en abril de 1966. Sus placas de identificación fueron rescatadas y transferidas a la No. D1677; y la D1671 se desguazó en junio de 1966.[41]
- 8 de abril de 1969: la D1908 sufrió graves daños cuando, mientras transportaba un tren de carga en Monmore Green, chocó de frente con un tren de pasajeros que había rebasado indebidamente una señal de peligro. La D1908 se incendió después del accidente y se convirtió en la tercera máquina de la Clase 47 retirada. El maquinista del tren de carga y el del tren de pasajeros murieron.[16] Retirada en agosto de 1969, se desguazó en octubre.[42]
- 13 de marzo de 1971: la D1562 quedó inutilizada después de un grave incendio en Haughley Junction, mientras la locomotora transportaba un tren expreso entre Liverpool Street y Norwich.[16] Se retiró en junio de 1971, siendo desguazada en septiembre.[43]
- 11 de junio de 1972: la D1630 se vio envuelta en el accidente ferroviario de Eltham Well Hall, en el que murieron seis personas. La locomotora fue reparada, pero años después, cuando portaba el número 47849, se retiró del programa de reconstrucción de la Clase 57 después de que se descubrieran daños que se pensaba que se remontaban al accidente.[16]
- 25 de agosto de 1974: la 47236 estaba remolcando un tren de pasajeros que rebasó una señal de peligro y descarriló en Dorchester West. Dieciocho personas resultaron heridas.[44]
- 16 de marzo de 1976: la 47274 colisionó con un camión que se había caído desde un puente a la vía cerca de Eastriggs. El maquinista del tren y el conductor del camión murieron a consecuencia del impacto.[45]
- 5 de septiembre de 1977: la 47402 transportaba un tren correo cuando chocó de frente con una unidad diésel múltiple en Farnley Junction, Leeds, Yorkshire del Oeste, debido a un fallo de la señalización. Ambos maquinistas murieron y quince personas resultaron heridas.[46]
- 22 de octubre de 1979: la 47208 sufrió daños severos en el fatal accidente ferroviario de Invergowrie, en Escocia. Transportaba un servicio de Glasgow a Aberdeen, que chocó con un tren local que se había detenido en frente.[47] La locomotora fue retirada en enero de 1980 y desguazada en abril.[48]
- 8 de diciembre de 1981: la 47409 transportaba un expreso de York a Liverpool, que descarriló 500 m al norte de Ulleskelf. Mientras que la locomotora permaneció en posición vertical, todos los vagones descarrilaron y los vagones seis y siete rodaron por un terraplén empinado. Esto dio como resultado que 24 personas requirieran hospitalización, nueve de ellas de gravedad. Un hombre murió después debido a las heridas. Se descubrió que la causa del descarrilamiento fue una grieta en uno de los carriles de la línea Up Normanton.[49]
- 9 de diciembre de 1983: la 47299 (anteriormente 47216) se vio involucrada en el accidente ferroviario de Wrawby Junction en Lincolnshire, cuando mientras transportaba un tren con cisternas de petróleo, la locomotora chocó con un tren local, lo que costó la vida de un pasajero.
- 30 de julio de 1984: la 47707 Holyrood remolcaba el expreso de las 17:30 de Edimburgo a Glasgow desde la parte trasera del expreso, cuando se produjo el accidente ferroviario de Polmont. El tren chocó con una vaca y descarriló, provocando 13 muertes. El accidente generó serias preocupaciones sobre la seguridad de la explotación reversible cuando la locomotora estaba situada en la parte trasera del tren.[50]
- 20 de diciembre de 1984: la locomotora 47125 arrastraba un tren de carga de camiones cisterna de gasolina que descarriló e incendió en túnel de Summit, en el límite entre Lancashire/Yorkshire del Oeste, en el conocido como incendio del túnel de Summit.
- 18 de enero de 1986: la 47111 fue arrollada por una unidad diésel múltiple de la Clase 104 que tenía un fallo en los frenos y había rebasado tres señales de peligro en Preston. Cuarenta y cuatro personas resultaron heridas.[51]
- 9 de marzo de 1986: la 47334 fue una de las dos locomotoras ligeras que chocaron de frente con un tren de pasajeros en Chinley, Derbyshire, debido a un error del señalero. Una persona resultó muerta. La falta de capacitación y un corte de energía fueron factores que contribuyeron al accidente.[52]
- 20 de febrero de 1987: la 47089 Amazon estaba remolcando un tren de carga que se soltó y descarriló en una vía muerta de seguridad en North Junction, Chinley, Derbyshire. Otro tren chocó contra los restos del descarrile y a su vez descarriló.[53]
- 24 de marzo de 1987: la 47202 estaba remolcando un tren de carga que rebasó indebidamente unas señales y chocó de frente con un tren de pasajeros (remolcado por la máquina 33 032) en Frome North Junction, Somerset. Quince personas resultaron heridas, algunas de ellas de gravedad.[54][55]

## Miscelánea
En 1976, la máquina número 47155 se trasladó a la central eléctrica de West Thurrock para su uso como generador estacionario mientras se investigaban los problemas con uno de los generadores auxiliares de la planta. La locomotora se desmontó de sus bogies y se montó sobre una pesada estructura de madera.

## Modelismo ferroviario
- En 1976 Hornby Railways lanzó su primera versión de la BR Clase 47 a escala OO.[57]
- Lima también produjo una gama de modelos de la Clase 47 a escala OO.[58]

## Galería de libreas

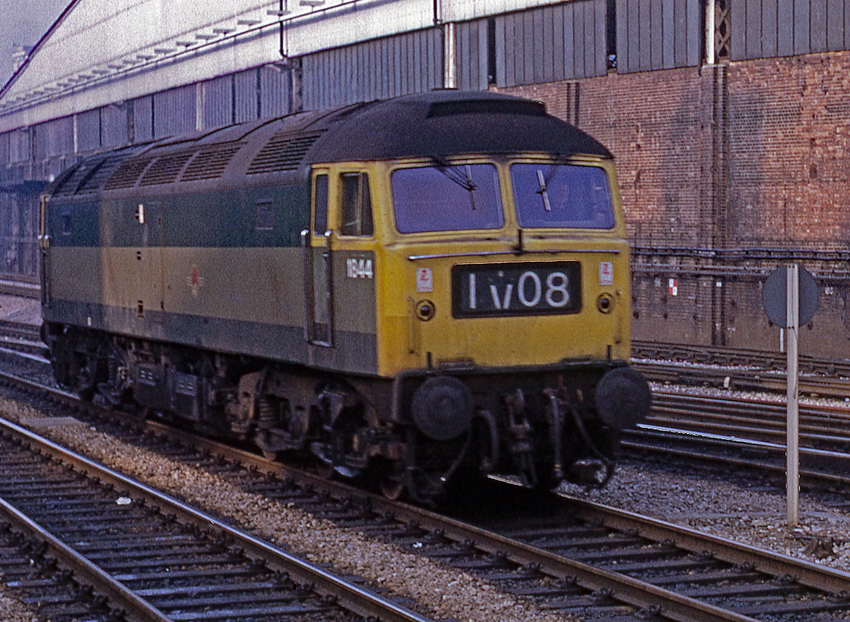
Máquina 1844 (47194) con librea verde original de dos tonos, Paddington 1971
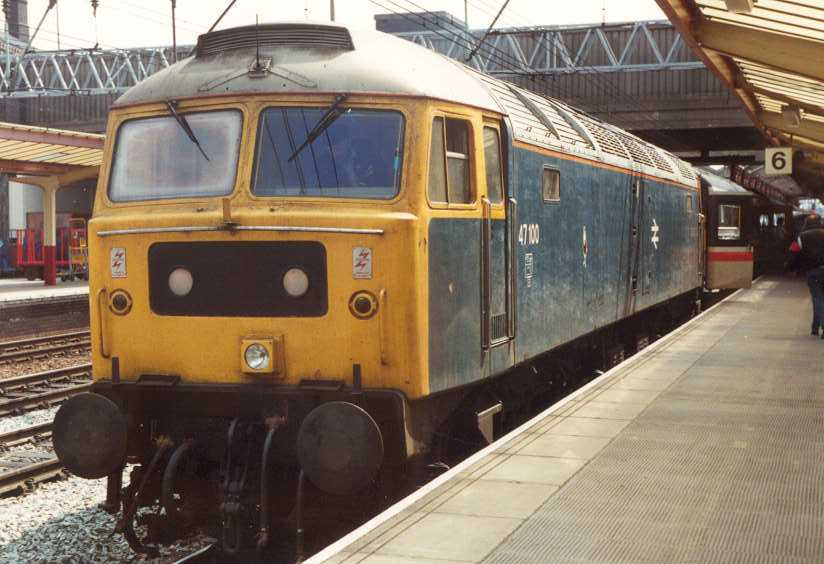
Clase 47/0 No. 47 100 con la librea de British Rail modificada con techo plateado, utilizada por Stratford TMD
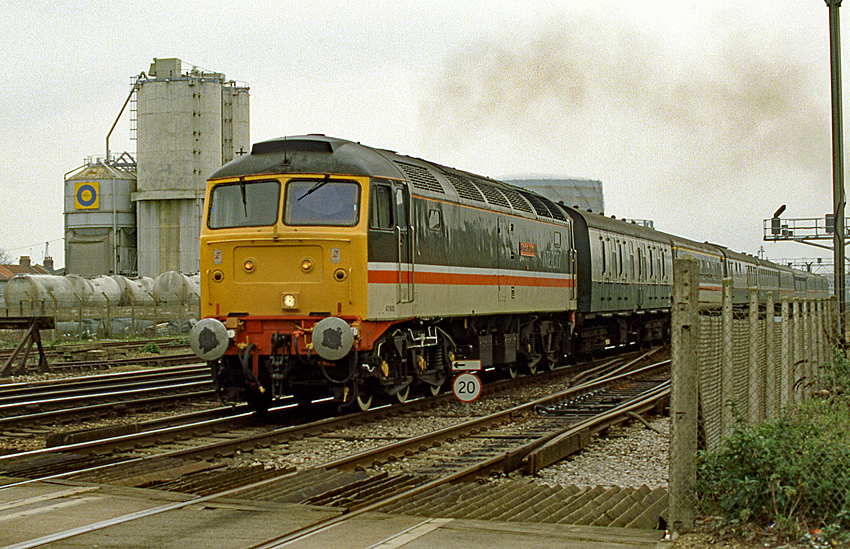
47 602 Glorious Devon con librea InterCity, Southampton 1989
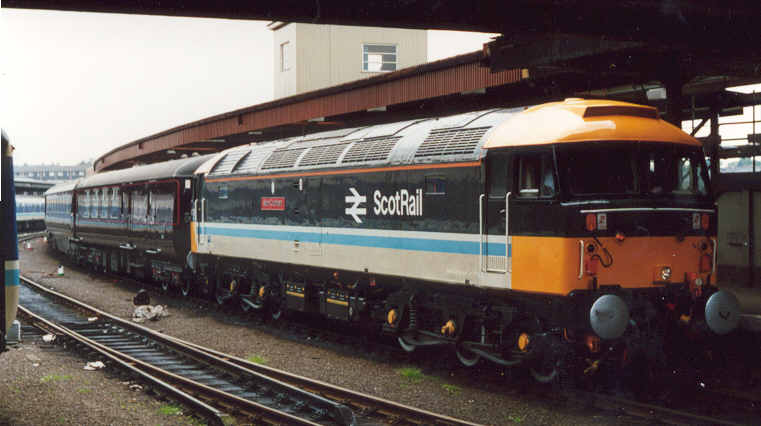
Clase 47/7a No. 47 702 con la librea de ScotRail
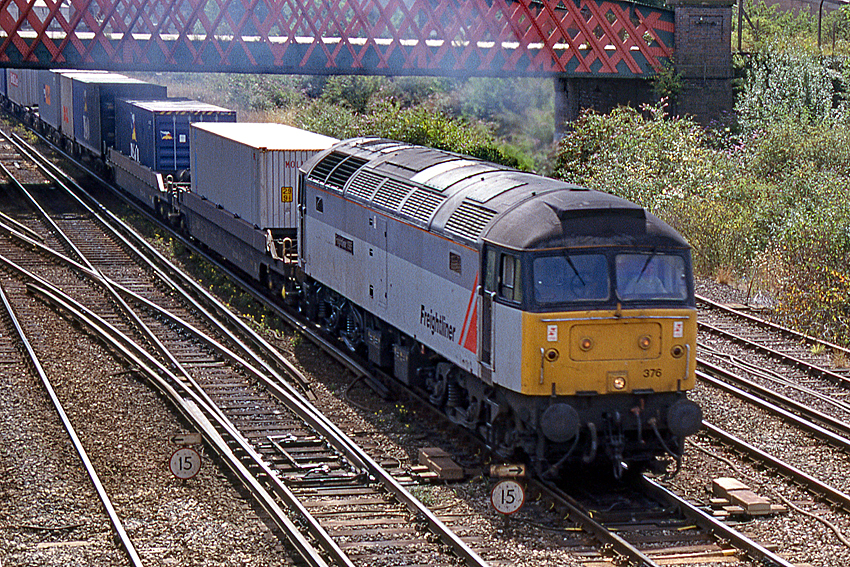
47 376 Freightliner 1995 con la librea de Railfreight Distribution "triple gris" en St Denys, 1998

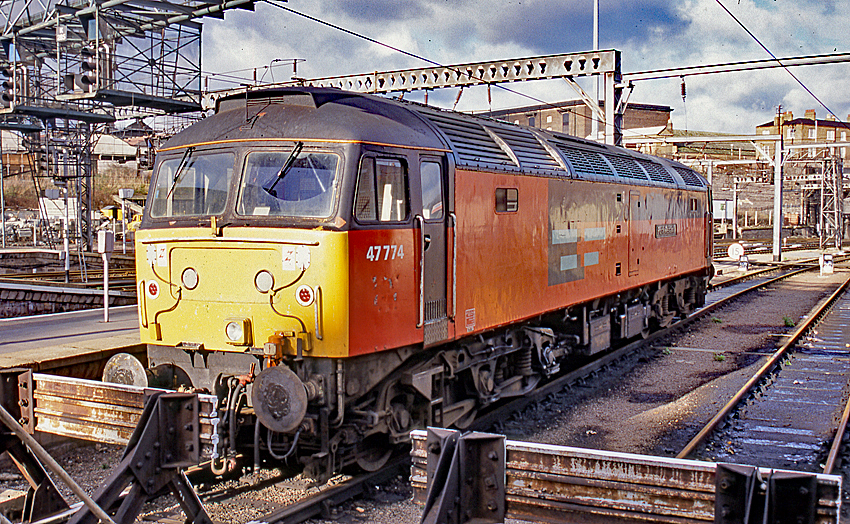
47 774 Poste Restante con los colores de Rail Express Systems en Kings Cross en 1998
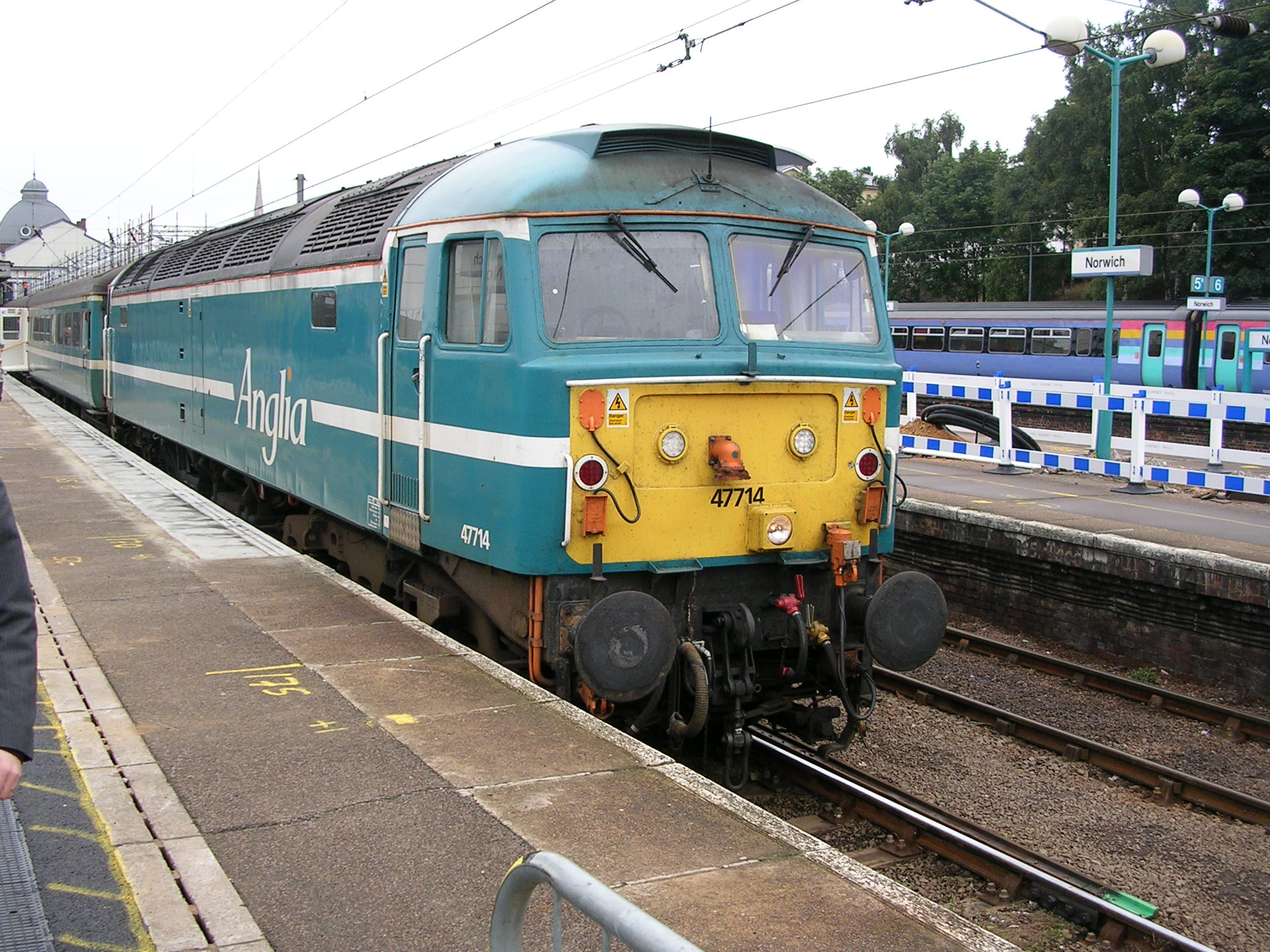
Clase 47/7a No. 47 714 con la librea de Anglia Railways
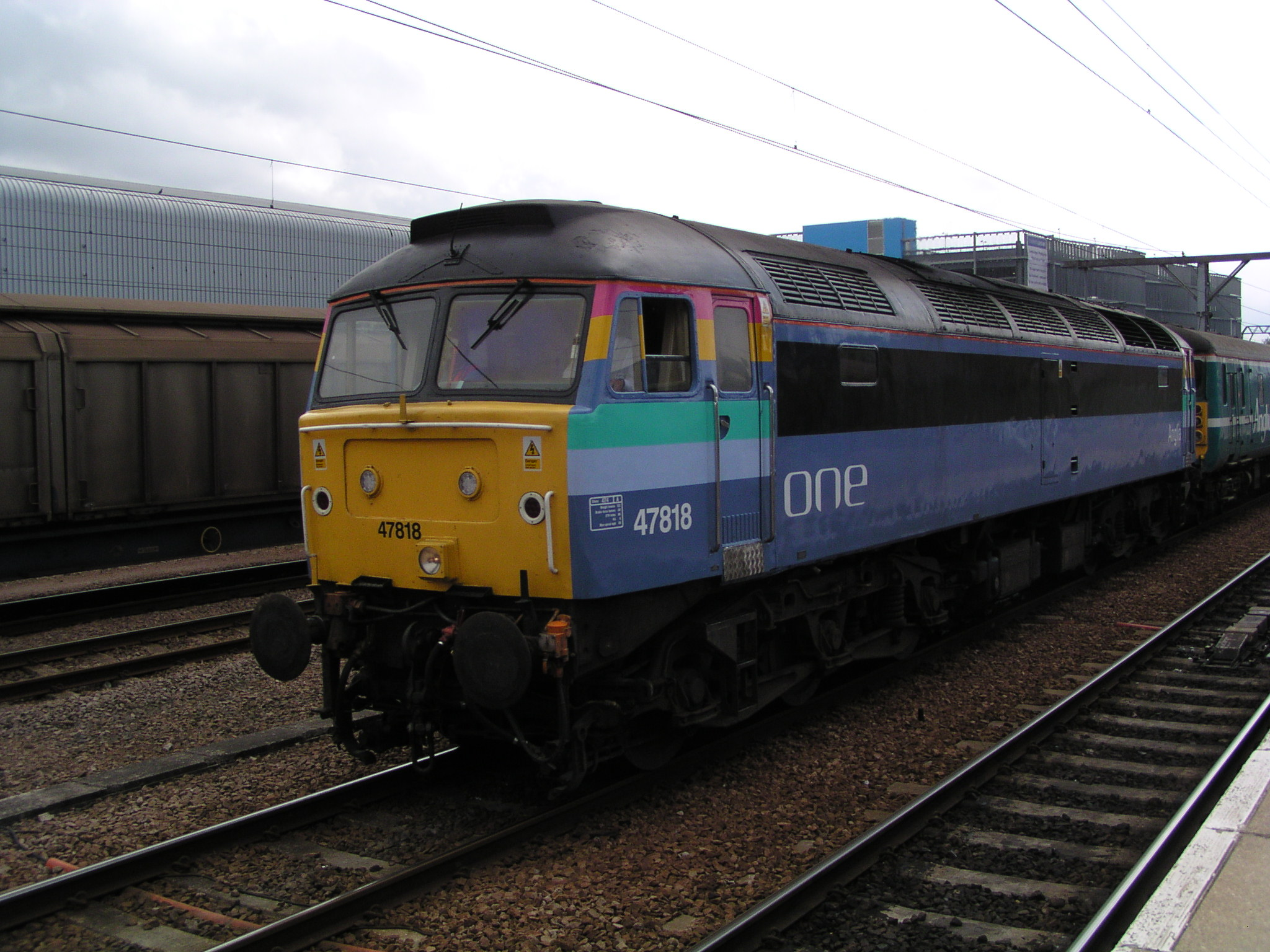
Clase 47/4 No. 47 818, con la librea de One en Cambridge en 2004
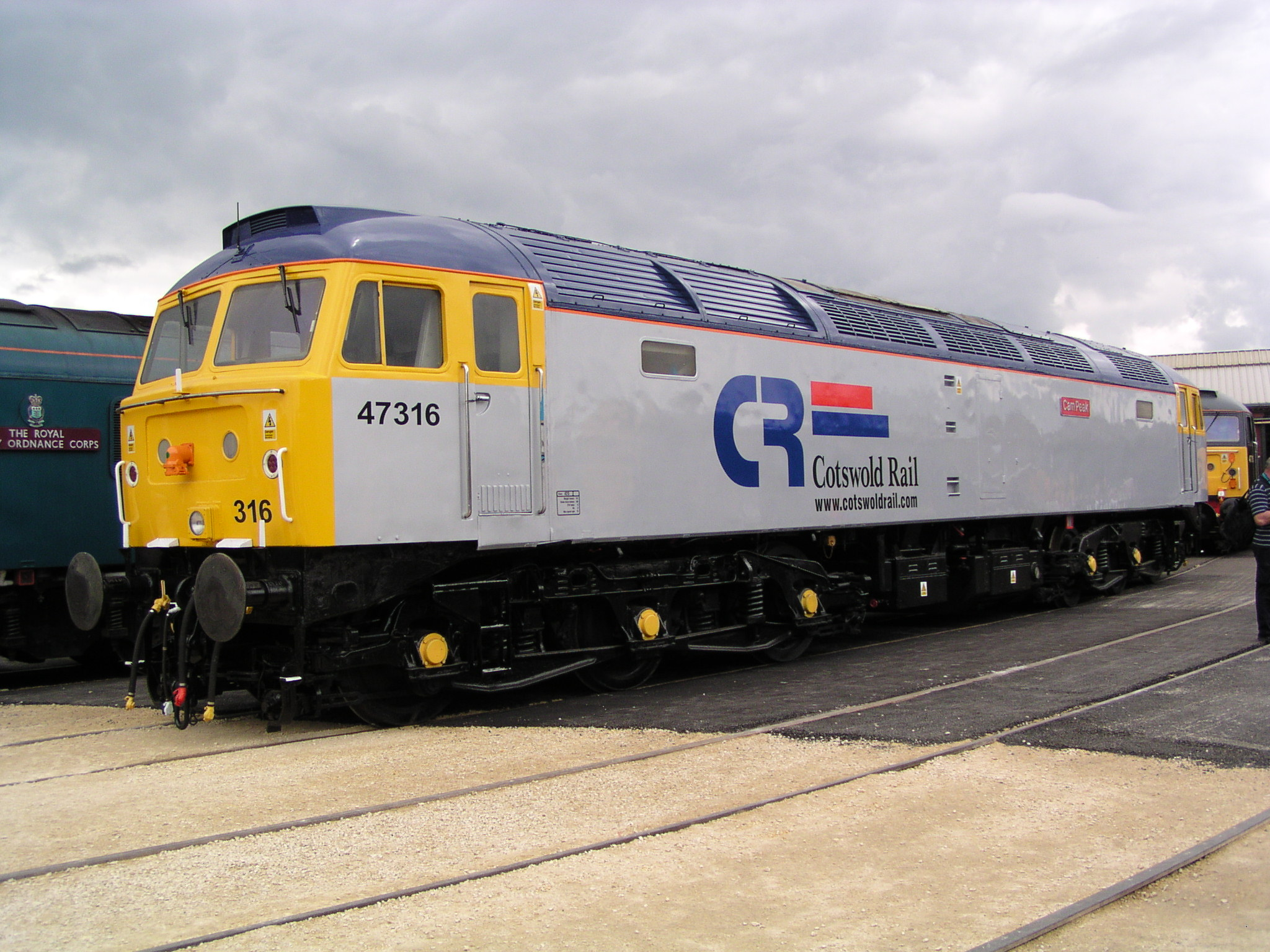
Clase 47/3 No. 47 316 Cam Peak, con la librea de Cotswold Rail
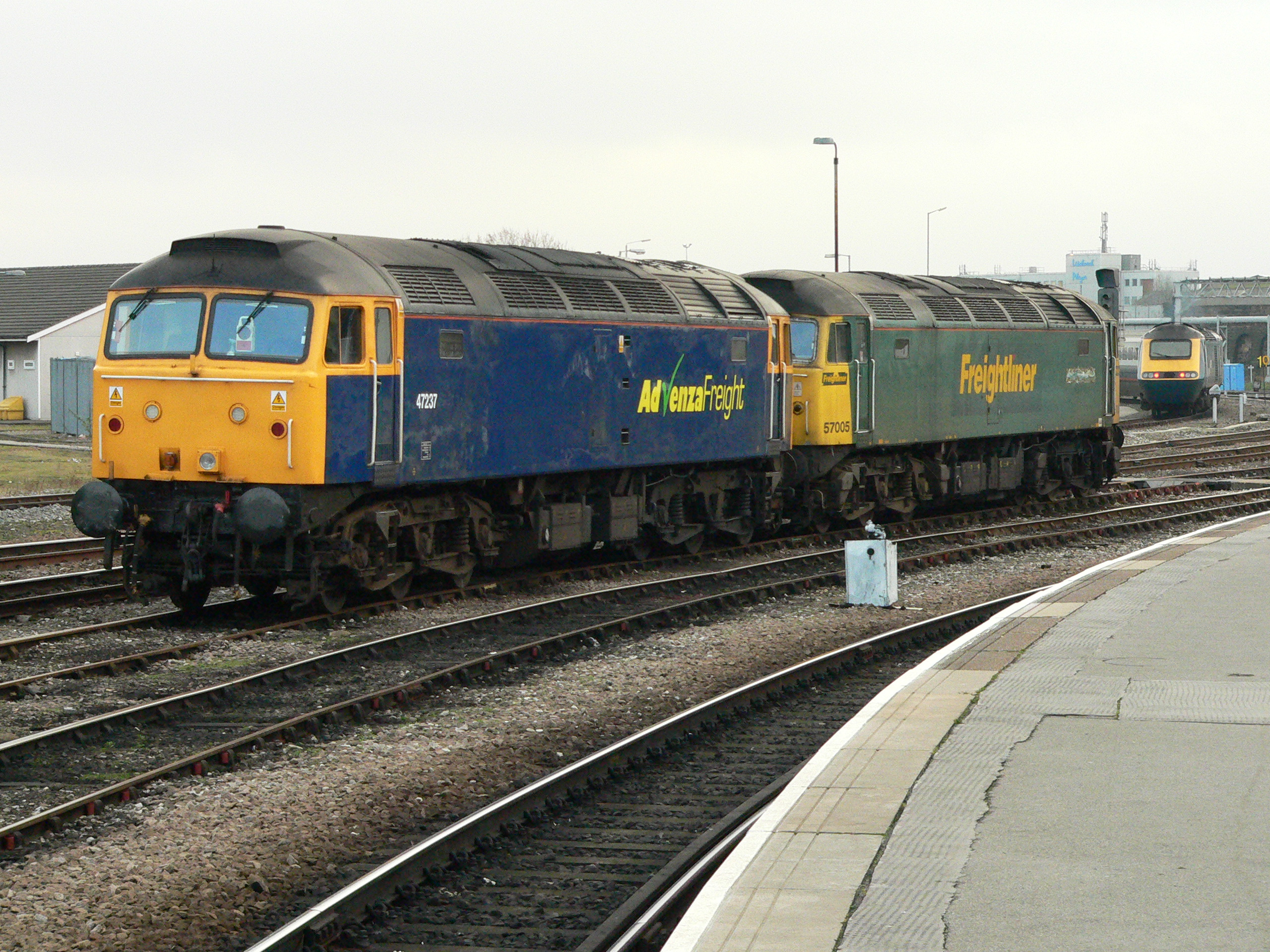
Clase 47/0 No. 47 237, con la librea de Advenza Freight y la Clase 57 No. 57 005 con la librea de Freightliner en Derby en 2008

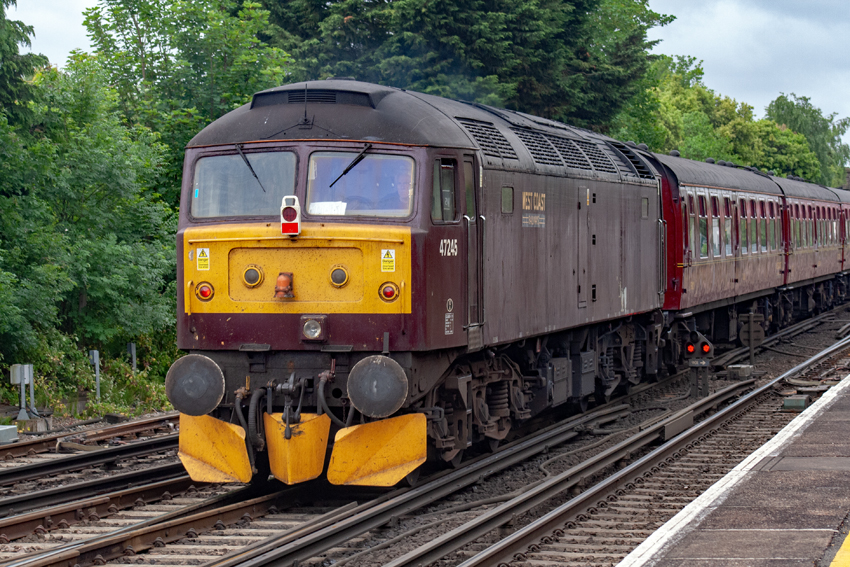
Máquina No. 47 245 con la librea de West Coast Railway, en St Denys 2013
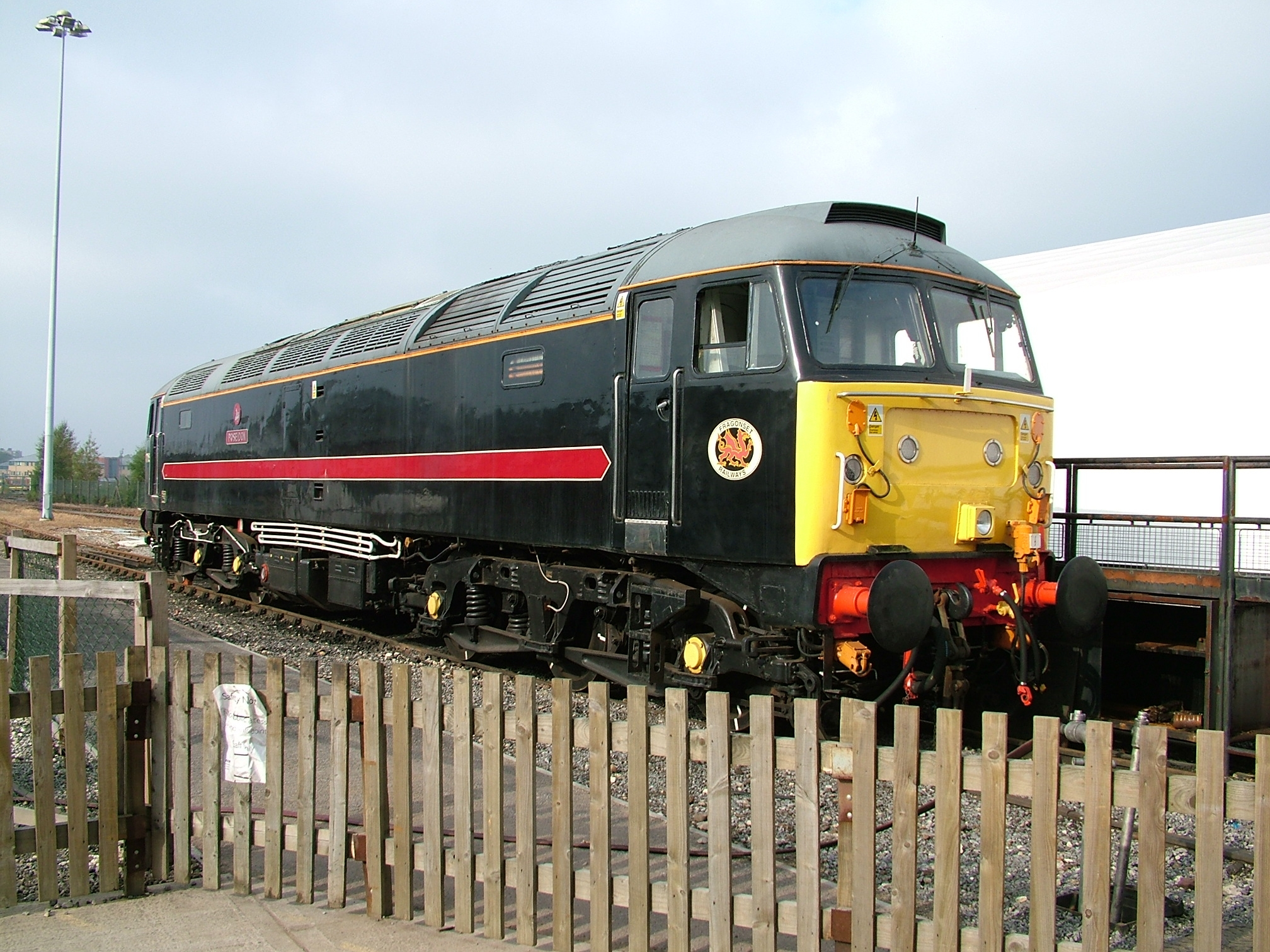
Máquina 47 715 Poseidon conservada en el Museo Nacional del Ferrocarril de York en 2005
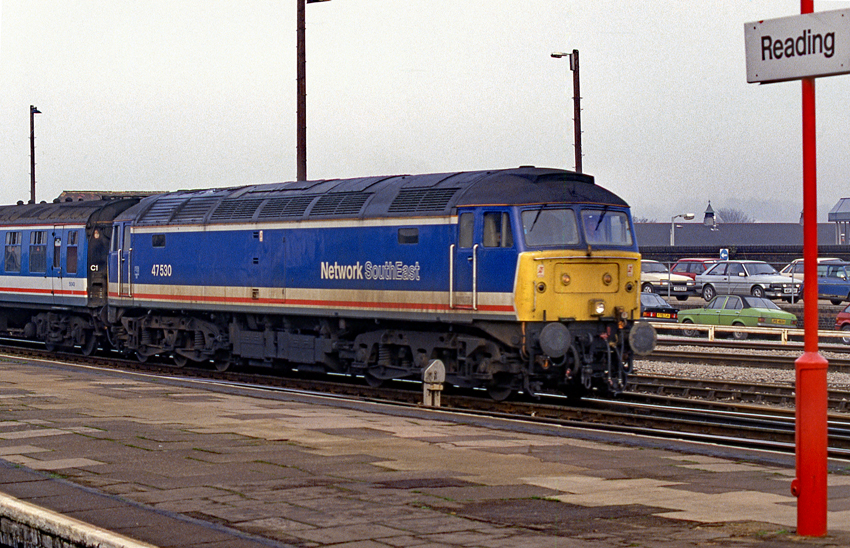
47 530 con librea de Network SouthEast en Reading en 1991
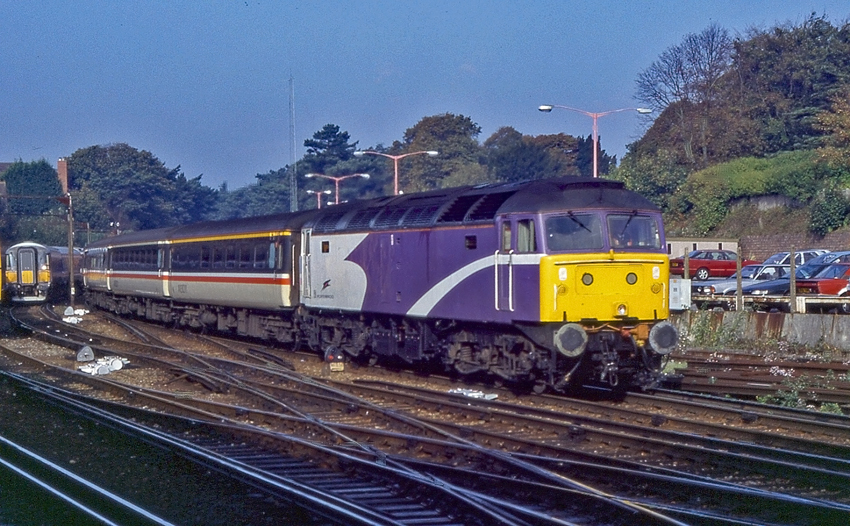
Clase 47/4 (er) 47817 con los primeros colores de Porterbrook en Bournemouth en 1997
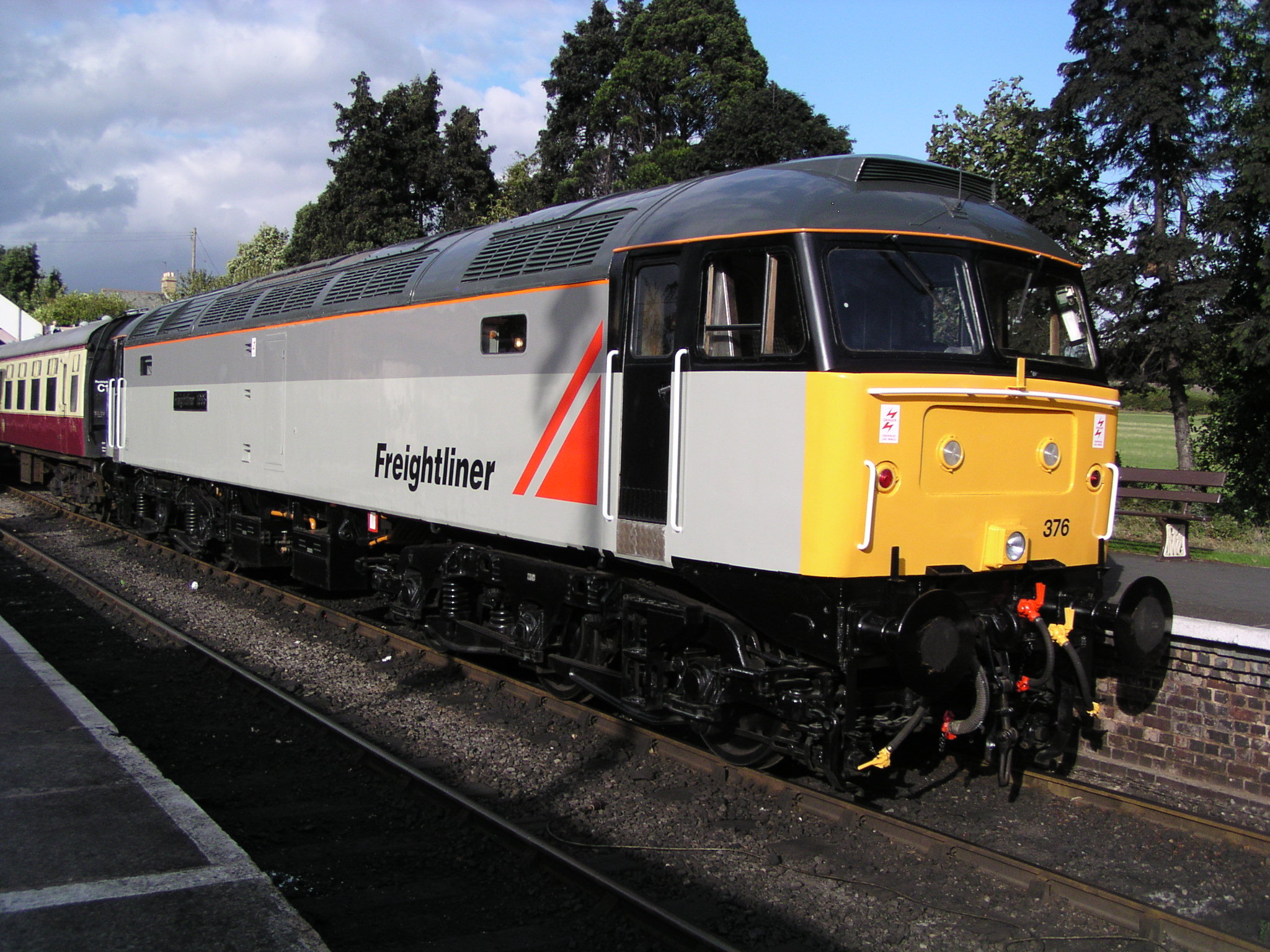
Clase 47/3 47376 con la librea de Freightliner, en Toddington

## Cuba
Entre 1963 y 1966, se suministraron diez locomotoras similares a la British Rail Class 47 a los Ferrocarriles Nacionales de Cuba. Aunque fueron construidas por Brush, se declaró públicamente que las suministraría Clayton Equipment Company.